# Metabraxas inconfusa
Metabraxas inconfusa là một loài bướm đêm trong họ Geometridae.